# لیندا د مول
لیندا د مول (هلندی: Linda de Mol؛ زادهٔ ۸ ژوئیهٔ ۱۹۶۴) هنرپیشه، مجری تلویزیون، مجری، بازیگر تلویزیون، و بازیگر سینما اهل هلند است.
وی همچنین برندهٔ جوایزی همچون جایزه بامبی شده‌است.